# NGC 4248
NGC 4248 este o galaxie neregulată situată în constelația Câinii de Vânătoare. A fost descoperită în 9 februarie 1788 de către William Herschel. Se află la o distanță de 7,2 megaparseci de Pământ.